# オナガトキ
オナガトキ(尾長朱鷺、学名：Cercibis oxycerca ）は、トキ科に分類される鳥類の一種である。別名キバシトキ。本種1種でオナガトキ属を形成する。

## 分布
コロンビア東部からベネズエラ、ブラジル西北部にかけて分布する。

## 形態
体長76-84cm。和名のとおり、他のトキ科の種と比べて、尾が長めである。体色は緑色の光沢のある黒色で、後頸や翼、尾などは紫がかって見える。額と顎は灰褐色で、顔は一部皮膚が裸出していて赤い。喉にも黄色の皮膚裸出部分がある。嘴と、脚は橙色である。

## 生態
熱帯地方の河川沿いの湿地や草原に生息する。
両生類、魚類、昆虫類などの小動物を捕食する。